# Cantón de Claye-Souilly
El cantón de Champs-sur-Marne es una división administrativa francesa, situada en el departamento de Sena y Marne y la región Isla de Francia.

## Geografía
Este cantón es organizado alrededor de Claye-Souilly en él distrito de Torcy.

## Composición
El cantón de Claye-Souilly agrupa 6 comunas:
- Annet-sur-Marne
- Claye-Souilly
- Courtry
- Le Pin
- Villeparisis
- Villevaudé

## Demografía
| 23 048 | 27 061 | 32 586 | 38 461 | 42 599 | 46 407 |
| Para los censos de 1962 a 1999 la población legal corresponde a la población sin duplicidades (Fuente: INSEE [Consultar]) |        |        |        |        |        |

## Historia
Pone en una lista a consejeros generales sucesivos:
- el 18 de marzo de 2001: Micaela Pélabère (PS), elegida a la segunda vuelta.
- el 9 de marzo de 2008: Micaela Pélabère (PS), reelegida a la primera vuelta. (Fin de mandato: 2014)